# Dessislava Eva Dupuy
Dessislava Eva Dupuy (Sofia, 10 giugno 1993) è una calciatrice bulgara naturalizzata statunitense, attaccante del Växjö DFF.

## Biografia
Dessislava Eva Dupuy nasce in Bulgaria, da padre nigeriano e madre turca, ma viene ben presto lasciata in un orfanotrofio fino all'età di 2 anni, quando viene adottata da Laura Dupuy e portata negli Stati Uniti d'America.

## Carriera

### Calcio universitario
Dessislava "Dessi" Eva Dupuy cresce a Lynchburg, in Virginia, appassionandosi allo sport fin da giovanissima, praticando sia la pallacanestro che il calcio. Dopo aver ottenuto significativi successi alla E. C. Glass High School, nella prima parte della carriera affianca al suo percorso di studi alla University of Lynchburg, a quello sportivo, giocando per la squadra di calcio universitario femminile delle Lynchburg Hornets nella Division III del campionato della National Collegiate Athletic Association (NCAA) e nella Old Dominion Athletic Conference (ODAC) e vestendo la maglia rossa delle Lynchburg Hornets per quattro stagioni, dal 2011 al 2014. In questo periodo Dupuy ha stabilito uno storico primato nell'Old Dominion Athletic Conference, siglando 105 reti e nel 2014 contribuisce a far conquistare alla sua squadra il suo primo campionato nazionale di Divisione III nella storia sportiva dell'università.

### Club
Nell'estate 2016 contattata dall'ETG Ambilly, squadra che ha deciso di rafforzare il proprio organico in previsione di accedere alla Division 2 Féminine, secondo livello del campionato francese femminile di calcio, decide di trasferirsi in Europa, lanciando anche una campagna di raccolta fondi per poter sostenere le spese aggiuntive che i proventi dalla società di un campionato dilettantistico non potevano garantirle. Rimane con la società di Ambilly fino al termine della stagione, contribuendo alla storica promozione in D2 della squadra francese.
Il 28 dicembre 2017, dopo alcuni problemi burocratici legati al suo status di extracomunitaria, viene acquistata ufficialmente dall'AGSM Verona. Il tecnico Renato Longega la impiega per la prima volta il 13 gennaio 2018, alla 10ª giornata di campionato, facendola partire titolare nell'incontro di Serie A pareggiato 2-2 contro il Sassuolo, e dove sigla anche la sua prima rete in gialloblu aprendo le marcature al 31'. Chiude la sua prima stagione nel campionato italiano con un tabellino di 10 presenze e 3 reti realizzate, oltre la prima grazie a una doppietta segnata alle avversarie dell'Empoli alla 18ª giornata di campionato, con le veronesi vittoriose in trasferta per 5-1.
Con la cessione del titolo sportivo della società al Verona maschile e la creazione della sua sezione femminile iscritta al campionato di Serie A Serie A 2018-2019, Dupuy è tra le atlete rimaste in organico sotto la guida del tecnico Sara Di Filippo per la stagione entrante, venendo da questa impiegata fin dalla 1ª giornata di campionato. Il 15 dicembre 2018 realizza un poker nella vittoria per 9-3 nel derby contro il ChievoVerona Valpo.
Dopo una stagione e mezza in Veneto cambia squadra, trasferendosi alle toscane della Florentia S.G., rimanendo in Serie A. Qui vi rimane fino al termine della stagione 2019-2020, maturando 9 presenze in campionato e siglando l'unica rete, quella del momentaneo pareggio con la Juventus nell'incontro della 3ª giornata vinto poi dalle bianconere 3-1, trovando spazio anche in Coppa Italia, per lei 2 presenze e una rete agli ottavi di finale con l'Orobica.
Svincolata nell'estate 2020 dalla società italiana, dopo un periodo di inattività si trasferisce nuovamente all'estero, siglando un accordo con le svedesi del KIF Örebro per la stagione 2021. Il tecnico Richard Johansson la fa debuttare fin dal primo incontro del gruppo 3 della fase preliminare di Coppa di Svezia, perso per 3-0 con l'Hammarby, torneo dove Dupuy segna la sua prima rete "svedese" nel successivo incontro vinto per 6-0 sul Sundsvalls DFF.

## Statistiche

### Presenze e reti nei club
Statistiche aggiornate al 2 novembre 2024.
| Stagione          | Squadra           | Campionato        | Campionato | Campionato | Coppe nazionali | Coppe nazionali | Coppe nazionali | Coppe continentali | Coppe continentali | Coppe continentali | Altre coppe | Altre coppe | Altre coppe | Totale | Totale | Totale |
| Stagione          | Squadra           | Comp              | Pres       | Reti       | Comp            | Pres            | Reti            | Comp               | Pres               | Reti               | Comp        | Pres        | Reti        | Pres   | Reti   |        |
| ----------------- | ----------------- | ----------------- | ---------- | ---------- | --------------- | --------------- | --------------- | ------------------ | ------------------ | ------------------ | ----------- | ----------- | ----------- | ------ | ------ | ------ |
| 2017-2018         | AGSM Verona       | A                 | 10         | 3          | CI              | 1               | 1               | -                  | -                  | -                  | -           | -           | -           | 11     | 4      |        |
| 2018-2019         | Verona            | A                 | 22         | 8          | CI              | 3               | 0               | -                  | -                  | -                  | -           | -           | -           | 25     | 8      |        |
| 2019-2020         | Florentia S.G.    | A                 | 9          | 1          | CI              | 2               | 1               | -                  | -                  | -                  | -           | -           | -           | 11     | 2      |        |
| 2021              | KIF Örebro        | DS                | 14         | 1          | CS              | 3               | 1               | -                  | -                  | -                  | -           | -           | -           | 17     | 2      |        |
| 2022              | KIF Örebro        | DS                | -          | -          | CS              | 1               | 0               | -                  | -                  | -                  | -           | -           | -           | 1      | 0      |        |
| Totale KIF Örebro | Totale KIF Örebro | Totale KIF Örebro | 14         | 1          | -               | 4               | 1               | -                  | -                  | -                  | -           | -           | -           | 18     | 2      |        |
| 2022              | Växjö DFF         | ET                | 25         | 15         | CS              | 3               | 0               | -                  | -                  | -                  | -           | -           | -           | 5      | 0      |        |
| 2023              | Växjö DFF         | DS                | 25         | 3          | CS              | 4               | 0               | -                  | -                  | -                  | -           | -           | -           | 5      | 0      |        |
| 2024              | Växjö DFF         | DS                | 24         | 7          | CS              | 4               | 5               | -                  | -                  | -                  | -           | -           | -           | 5      | 0      |        |
| Totale Växjö DFF  | Totale Växjö DFF  | Totale Växjö DFF  | 74         | 25         | -               | 12              | 5               | -                  | -                  | -                  | -           | -           | -           | 86     | 30     |        |
| Totale carriera   | Totale carriera   | Totale carriera   | 57         | 13         | -               | 13              | 3               | -                  | -                  | -                  | -           | -           | -           | 70     | 16     |        |